# Liste der Naturparks in Bayern

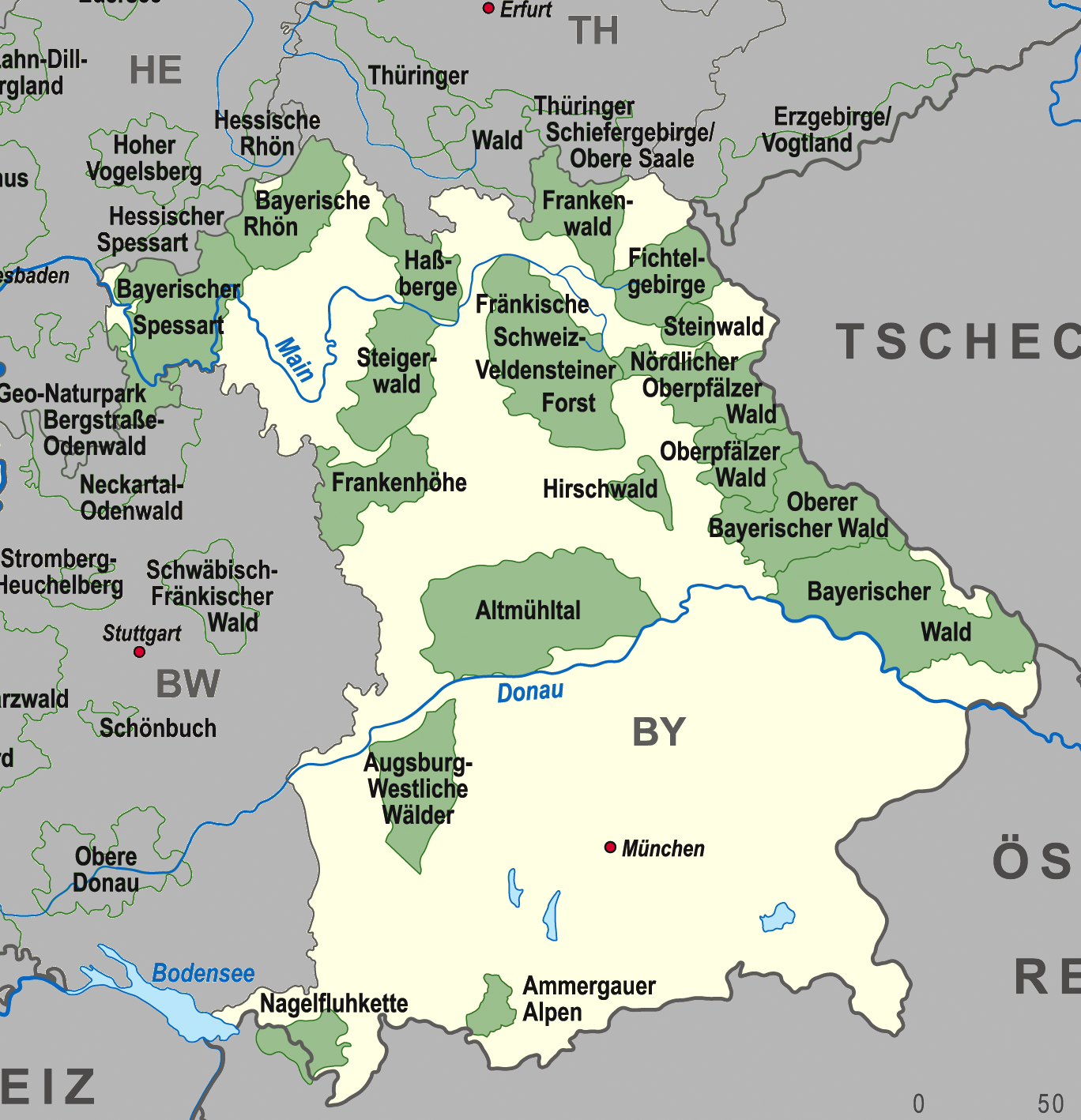
Lage der Naturparks in Bayern

Die Liste der Naturparks in Bayern enthält alle Naturparks in Bayern, Deutschland.
Laut § 27 des deutschen BNatSchG sind Naturparke einheitlich zu entwickelnde und zu pflegende, großräumige Gebiete. Sie sollen auf überwiegender Fläche Landschafts- oder Naturschutzgebiete sein, eine große Arten- und Biotopenvielfalt und eine durch vielfältige Nutzungen geprägte Landschaft aufweisen.

## Naturparks in Bayern
| Naturpark                                  | Fläche     | Gegründet am  |
| ------------------------------------------ | ---------- | ------------- |
| Naturpark Altmühltal                       | 2.966 km²  | 25. Juli 1969 |
| Naturpark Ammergauer Alpen                 | 227 km²    | 2017          |
| Naturpark Augsburg – Westliche Wälder      | 1.225 km²  | 1974          |
| Naturpark Bayerischer Spessart             | 1.703 km²  | 1961          |
| Naturpark Bayerische Rhön                  | 1.236 km²  | 1967          |
| Naturpark Bayerischer Wald                 | 2.782 km²  | 1967          |
| Naturpark Bergstraße-Odenwald              | 3.500 km²  | 1960          |
| Naturpark Fichtelgebirge                   | 1.011 km²  | 1971          |
| Naturpark Fränkische Schweiz - Frankenjura | 2.335 km²  | 1995          |
| Naturpark Frankenhöhe                      | 1.100 km²  | 1974          |
| Naturpark Frankenwald                      | 1.023 km²  | 23. Apr. 1973 |
| Naturpark Nagelfluhkette                   | 247 km²    | 1. Jan. 2008  |
| Naturpark Haßberge                         | 817 km²    | 1974          |
| Naturpark Hirschwald                       | 278 km²    | 18. Dez. 2006 |
| Naturpark Nördlicher Oberpfälzer Wald      | 1.289 km²  | 1975          |
| Naturpark Oberer Bayerischer Wald          | 1.733 km²  | 1965          |
| Naturpark Oberpfälzer Wald                 | 823 km²    | 1971          |
| Naturpark Steigerwald                      | 1.269 km²  | 1971          |
| Naturpark Steinwald                        | 230 km²    | 1970          |
| Gesamt: 19 Gebiete                         | 25.794 km² | Juni 2017     |